# 硬石体育场
硬石体育场（英語：Hard Rock Stadium），是一座位於美國佛羅里達州迈阿密加登斯的多用途運動場，鄰近邁阿密國際賽道，可供美式足球、棒球、足球和网球比賽之用，于1987年启用。這個體育場的曾用名有：乔-罗比体育场、职业球员体育场、海豚體育場、陆鲨体育场、永明体育场等。
海豚体育场自1987年建成至今一直为國家美式足球聯盟邁阿密海豚隊的主場地，2008年起为NCAA第一级别美式足球迈阿密大学飓风队主场，于1993年到2011年间是美國職業棒球大聯盟佛羅里達馬林魚隊主場地。
2013年，NFL总裁罗杰·古德尔敦促迈阿密升级该体育场，并警告如不采取行动，迈阿密将不再会获得超级碗承办权。2015-2016年，体育场进行了大规模翻新，加设了露天天篷，从而可以为92%的球迷提供遮阳，还将原来的橙色座椅全部换成了水绿色，因橙色背景下空座过于显眼。
海豚体育场曾六度举办NFL超级碗（第二十三、第二十九、第三十三、第四十一、第四十四、第五十四届），两度举办MLB世界大賽（1997年、2003年），还举办过大学橄榄球四届BCS全国冠军赛、一届季后赛全国冠军赛，2019年起为迈阿密公开赛场地。该体育场也是2026年世界盃预定球场。

## 球场名更迭
| 球场名         | 英文               | 时期                        | 冠名者       |
| 乔-罗比体育场  | Joe Robbie Stadium | 1987年8月16日-1996年8月25日 | 乔·罗比      |
| 职业球员球场   | Pro Player Park    | 1996年8月26日-1996年9月9日  | 同名运动品牌 |
| 职业球员体育场 | Pro Player Stadium | 1996年9月10日-2005年1月9日  | 同上         |
| 海豚体育场     | Dolphins Stadium   | 2005年1月10日-2006年4月7日  |              |
| 海豚体育场     | Dolphin Stadium    | 2006年4月8日-2009年5月7日   |              |
| 陆鲨体育场     | Land Shark Stadium | 2009年5月8日-2010年1月5日   | 陆鲨啤酒     |
| 海豚体育场     | Dolphin Stadium    | 2010年1月6日-2010年1月19日  |              |
| 永明体育场     | Sun Life Stadium   | 2010年1月20日-2016年1月31日 | 永明金融     |
| 新迈阿密体育场 | New Miami Stadium  | 2016年2月1日-2016年8月16日  |              |
| 硬石体育场     | Hard Rock Stadium  | 2016年8月17日-现今          | 硬石餐廳     |

## 图片集

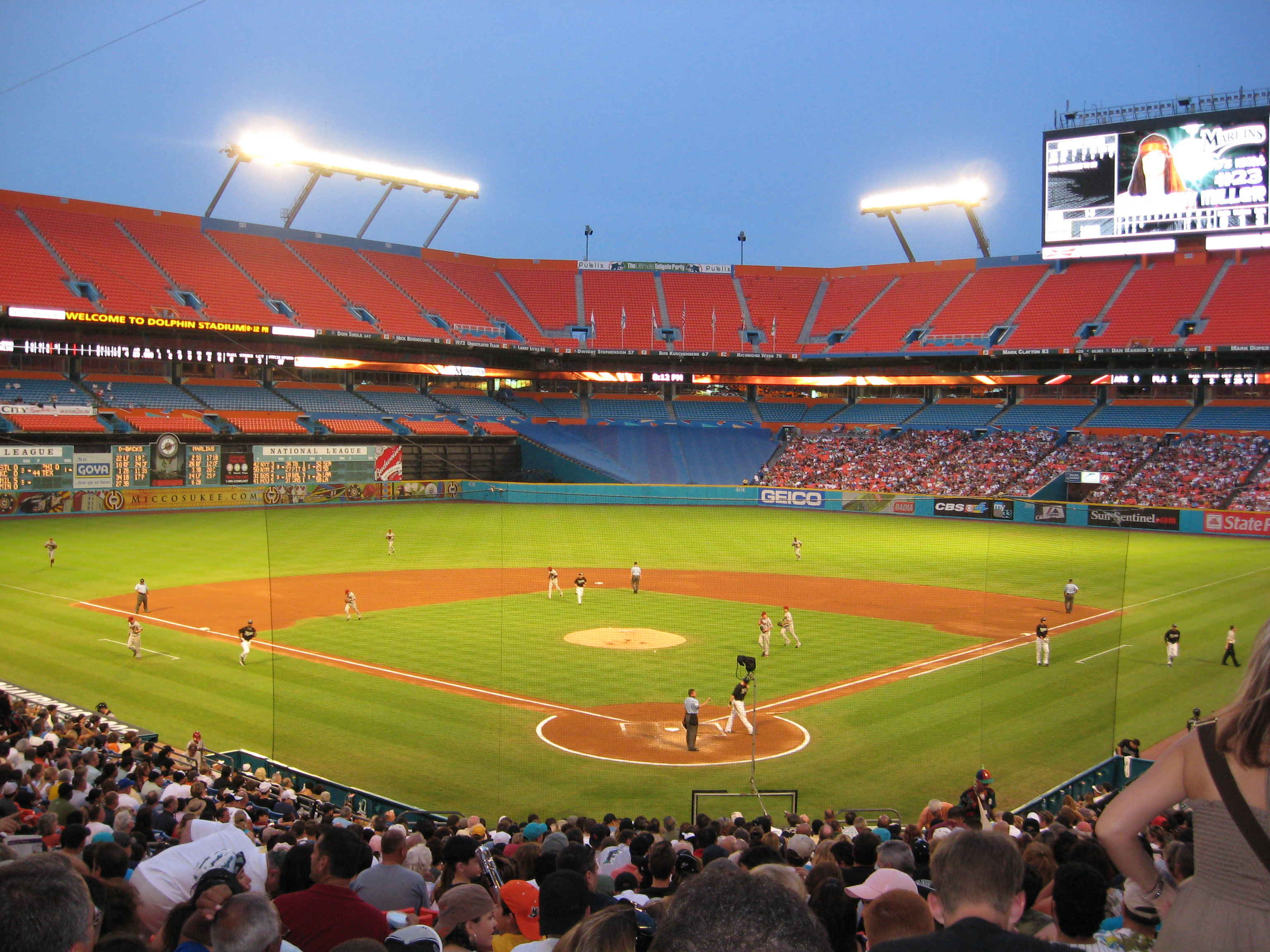
2008年馬林魚队棒球赛
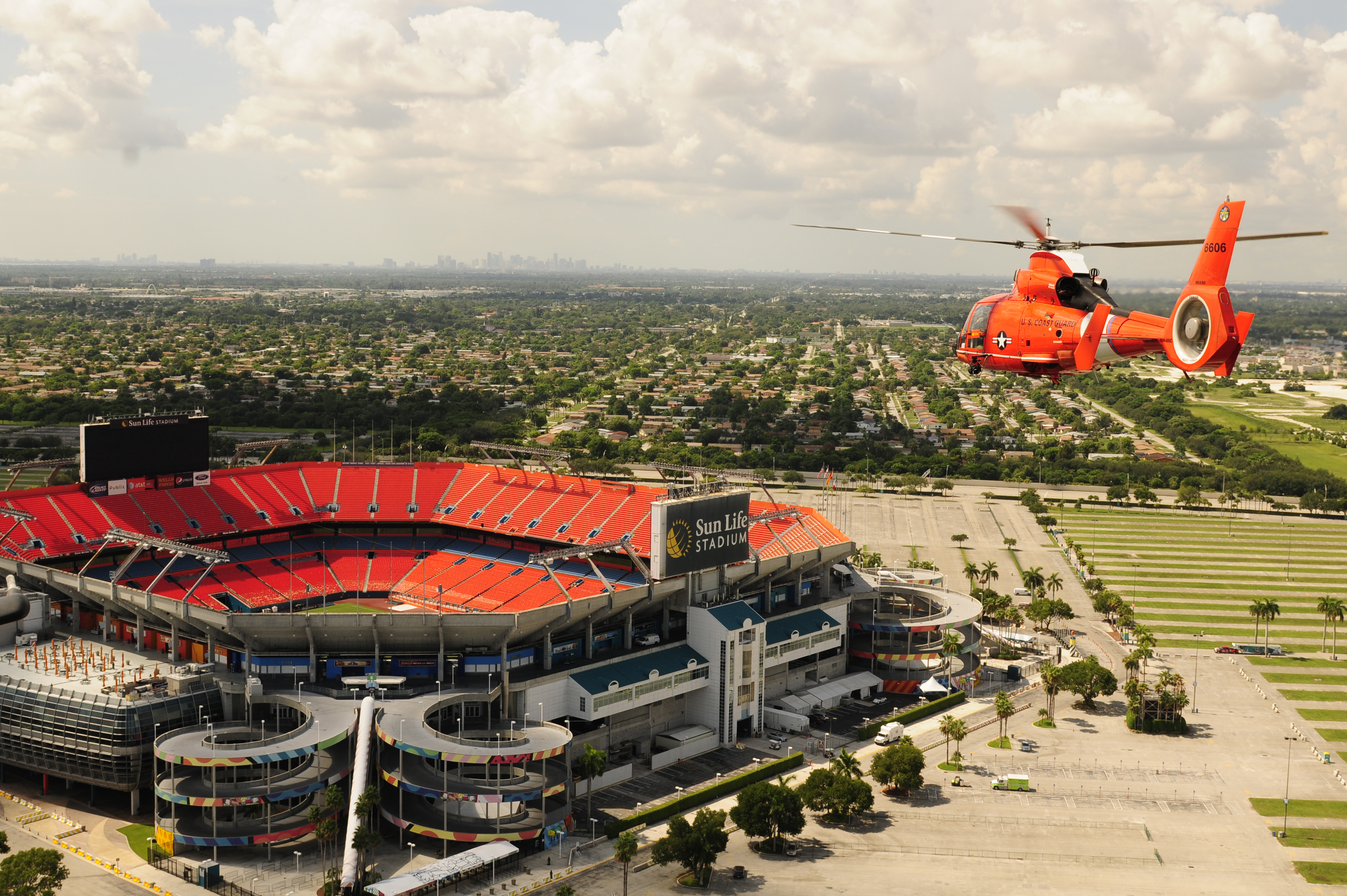
2011年空拍图
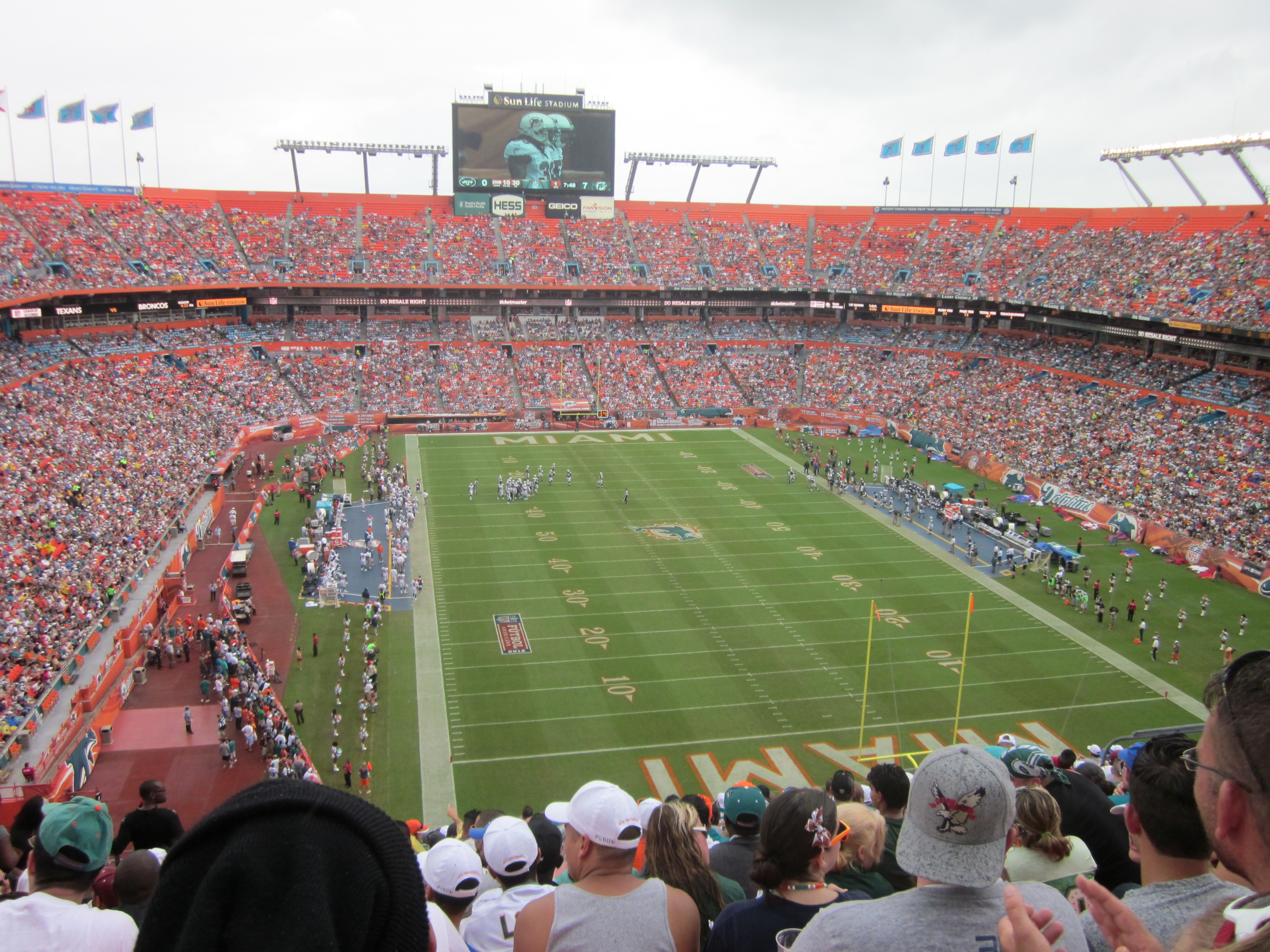
2012年海豚队橄榄球赛
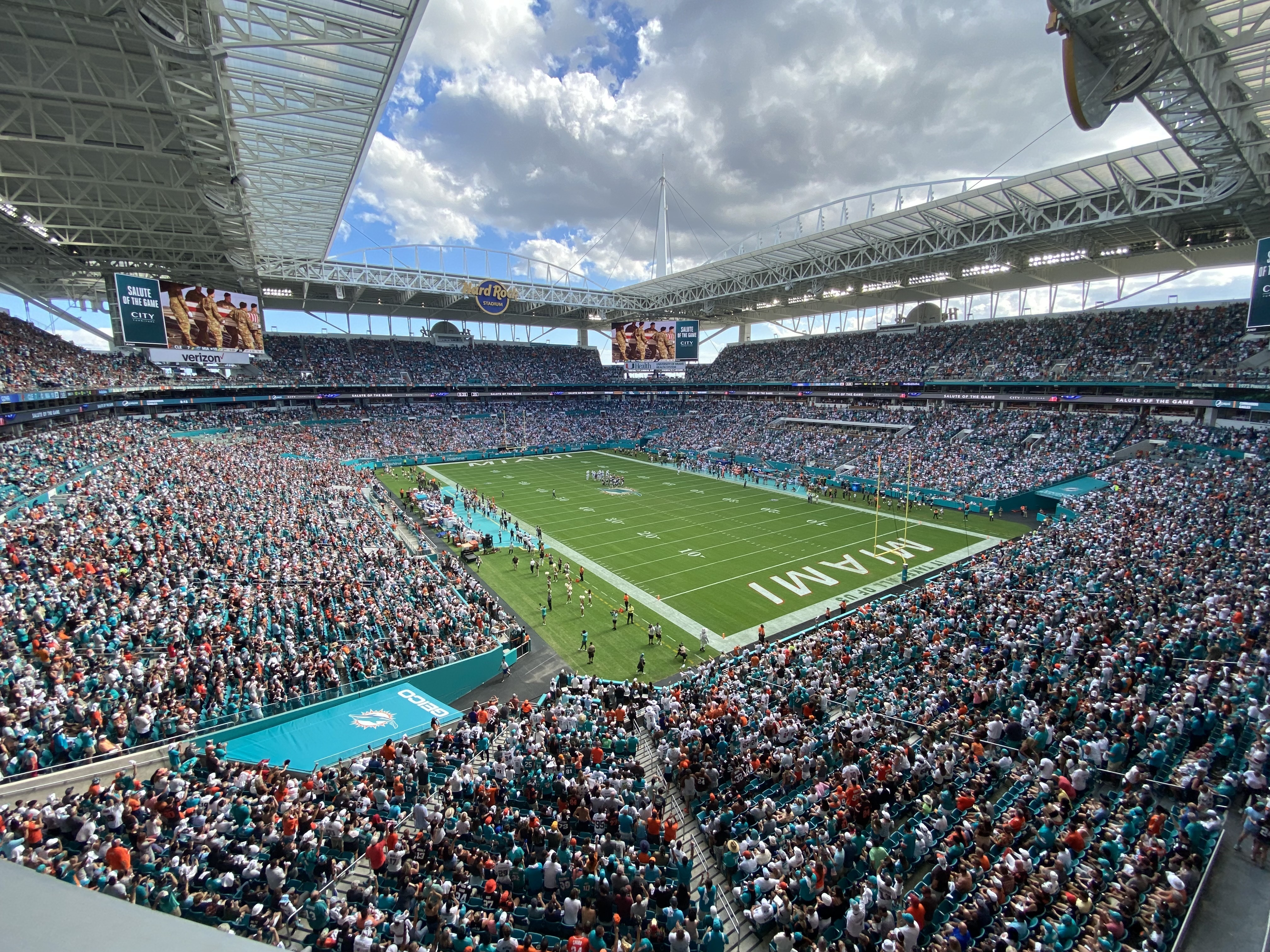
换成水绿色座椅，加装天篷

## 外部連結
- 硬石体育场 （页面存档备份，存于）